# اتیون
اتیون (به انگلیسی: Ethion) با فرمول شیمیایی C۹H۲۲O۴P۲S۴ یک ترکیب شیمیایی با شناسه پاب‌کم ۳۲۸۶ است. که جرم مولی آن 384.48 g/mol می‌باشد. شکل ظاهری این ترکیب، مایع بی رنگ و بی بو است.